# Ipuka dispersum
Ipuka dispersum är en insektsart som först beskrevs av Van der Goot 1917.  Ipuka dispersum ingår i släktet Ipuka och familjen långrörsbladlöss. Inga underarter finns listade i Catalogue of Life.